# コンスタンチン・トーツキー

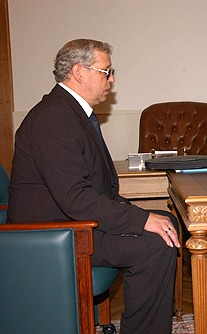

コンスタンチン・トーツキー（Константин Васильевич Тоцкий；1950年2月23日 - 2018年8月23日）は、ロシア連邦の軍人（国境警備隊員）、チェキスト。上級大将。最後のロシア連邦国境庁（FPS）長官。

## 経歴
ウズベク・ソビエト社会主義共和国ブハラ州カガン市の軍人一家に生まれた。ロシア人。1967年、モスクワ高等国境指揮学校に入校。卒業後、1971年、アラクルチン国境支隊の副国境前哨長、数ヵ月後に第8国境前哨長に任命。
1974年、M.V.フルンゼ名称軍事アカデミー国境軍学部に入校し、卒業後、1977年、ユジノサハリンスク国境支隊国境警備司令として勤務。1980年、ソ連国家保安委員会（KGB）太平洋国境管区本部第1課で勤務し、その後、ユジノサハリンスク国境支隊参謀次長。1981年～1985年、ナホトカ国境支隊参謀長。
1985年、ホログ国境支隊長に任命され、アフガニスタンで勤務。1987年、アフガニスタンでの功績に対して、赤旗勲章を授与された。1989年11月、イランとアゼルバイジャンの国境に位置するレンコラン国境支隊長に任命。
1991年～1992年、ソ連KGBザカフカーズ国境管区参謀次長。1994年、ロシア連邦軍参謀本部軍事アカデミーを卒業し、北西国境管区参謀長に任命。同年12月、少将に昇進。
1996年、ロシア連邦国境庁（FPS）アカデミー校長に任命。その後、FPS長官に任命。
モスクワ在住。

## パーソナル
赤旗勲章、四等「祖国への貢献に対する」勲章、「武勲に対する」メダル、「ソ連国境警備における優秀さに対する」メダルを受賞。
妻帯、2女を有する。父のワシーリー（1909年 – 1981年）は砲兵将校で、冬戦争に従軍したが重傷を負い、第二次世界大戦には参加できなかった。1956年まで中央アジアで勤務し、少佐で退役した。兄のスタニスラフは海軍将校。弟のアレクサンドルは大佐で、「ロスヴォオルジェーニエ」社で働いていた。